# Гейверстро (селище, Нью-Йорк)
Гейверстро (англ. Haverstraw) — селище (англ. village) в США, в окрузі Рокленд штату Нью-Йорк. Населення — 12 323 особи (2020).

## Географія
Гейверстро розташоване за координатами 41°10′42″ пн. ш. 73°56′36″ зх. д. / 41.17833° пн. ш. 73.94333° зх. д. (41.178245, -73.943331).  За даними Бюро перепису населення США в 2010 році селище мало площу 13,05 км², з яких 5,13 км² — суходіл та 7,92 км² — водойми.

## Демографія
Згідно з переписом 2010 року, у селищі мешкало 11 910 осіб у 3425 домогосподарствах у складі 2526 родин. Густота населення становила 913 осіб/км².  Було 3598 помешкань (276/км²).
Расовий склад населення:
| - 47,9 % — білих - 12,7 % — чорних або афроамериканців - 2,3 % — азіатів - 0,8 % — корінних американців - 0,2 % — вихідців з тихоокеанських островів - 29,1 % — осіб інших рас |

До двох чи більше рас належало 7,1 %. Частка іспаномовних становила 67,1 % від усіх жителів.
За віковим діапазоном населення розподілялося таким чином: 26,5 % — особи молодші 18 років, 62,7 % — особи у віці 18—64 років, 10,8 % — особи у віці 65 років та старші. Медіана віку мешканця становила 32,5 року. На 100 осіб жіночої статі у селищі припадало 94,4 чоловіків;  на 100 жінок у віці від 18 років та старших — 92,3 чоловіків також старших 18 років.
Середній дохід на одне домашнє господарство  становив 80 163 долари США (медіана — 56 061), а середній дохід на одну сім'ю — 80 661 долар (медіана — 57 885). Медіана доходів становила 36 467 доларів для чоловіків та 36 366 доларів для жінок. За межею бідності перебувало 17,3 % осіб, у тому числі 27,2 % дітей у віці до 18 років та 7,4 % осіб у віці 65 років та старших.
Цивільне працевлаштоване населення становило 6083 особи. Основні галузі зайнятості: освіта, охорона здоров'я та соціальна допомога — 27,5 %, роздрібна торгівля — 11,6 %, виробництво — 10,1 %, мистецтво, розваги та відпочинок — 10,0 %.